# Cal Lledó Nou
Cal Lledó Nou és una masia del municipi de Súria (Bages) protegida com a bé cultural d'interès local.

## Descripció
Es tracta d'una masia que presenta una estructura regular: un gran cos que era la casa amb un annex a la part esquerra (zona del bestiar). Davant la casa hi havia un pati. Fou una casa senyorial amb dues façanes (laterals curts), una d'elles la principal; la posterior té un mirador adossat amb un pou. Era un bloc de tres pisos (el superior més baix) i de planta baixa.

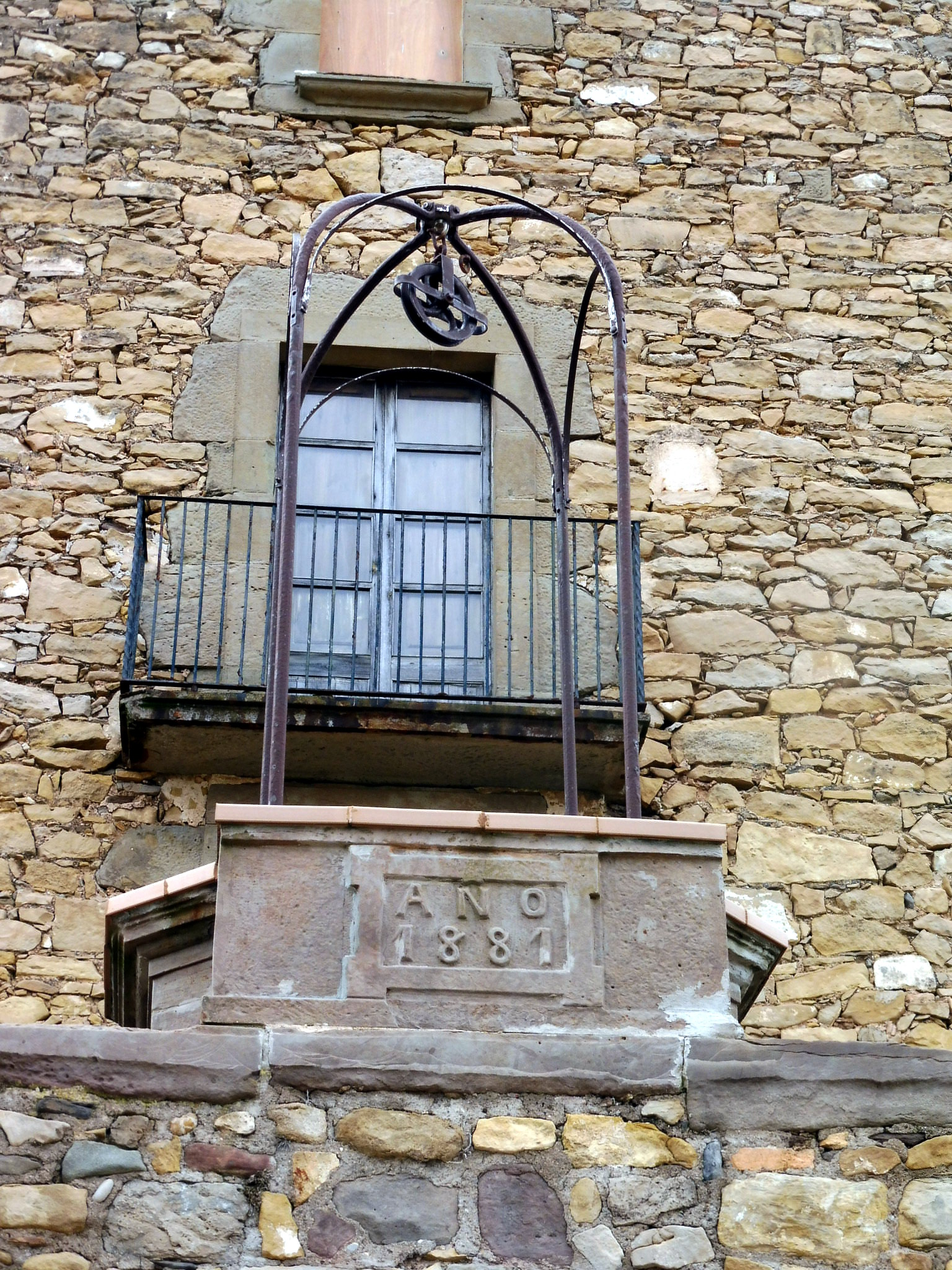
Pou a la façana nord

El material utilitzat fou el carreu i la coberta és a dues aigües i amb teules. La cornisa és de doble i és treballada amb totxo.
El seu estil és popular i trobem una data a la llinda del balcó central del primer pis: 1880.

## Història
Es coneix la seva existència des del segle x, ha conservat sempre, el mateix emplaçament i es creu possible que existís abans. El nom més antic és Ledo. El seu nom apareix en un document del 17 de maig de 1930, la data més antiga documentada. L'any 1860 era un edifici habitat.